# Hudson Island, Queensland
Hudson Island är en ö i Australien. Den ligger i delstaten Queensland, omkring 1 300 kilometer nordväst om delstatshuvudstaden Brisbane. Arean är 0,22 kvadratkilometer. Den sträcker sig 0,7 kilometer i nord-sydlig riktning, och 0,5 kilometer i öst-västlig riktning.
Savannklimat råder i trakten. Genomsnittlig årsnederbörd är 1 995 millimeter. Den regnigaste månaden är februari, med i genomsnitt 509 mm nederbörd, och den torraste är augusti, med 20 mm nederbörd.